# Liam Cary
Liam Stephen Cary (ur. 21 sierpnia 1947 w Prineville, Oregon) – amerykański duchowny katolicki, biskup diecezjalny Baker w latach 2012-2025.

## Życiorys
Do kapłaństwa przygotowywał się w St. Benedict i Menlo Park. W 1970 opuścił jednak seminarium i pracował przez kilka lat na rzecz biednych i imigrantów w Chicago, Salinas i Eugene. W 1987 postanowił kontynuować rozpoczętą przed laty formację seminaryjną i skierowany został do Rzymu. Tam kształcił się w Kolegium Ameryki Płn. Na Uniwersytecie Gregoriańskim uzyskał licencjat z teologii moralnej. 5 września 1992 otrzymał święcenia kapłańskie. Pracował duszpastersko na terenie archidiecezji Portlandu. Był proboszczem w Eugene i członkiem Archidiecezjalnej Rady Kapłańskiej. Zna języki hiszpański, włoski i łacinę.
8 marca 2012 papież Benedykt XVI mianował go biskupem wakującej od ponad roku diecezji Baker. Sakry udzielił mu metropolita John Vlazny.
10 lipca 2025 papież Leon XIV przyjął jego rezygnację z urzędu biskupa diecezji Baker złożoną ze względu na wiek. 